# Hällristningarna på Reef Bay Trail

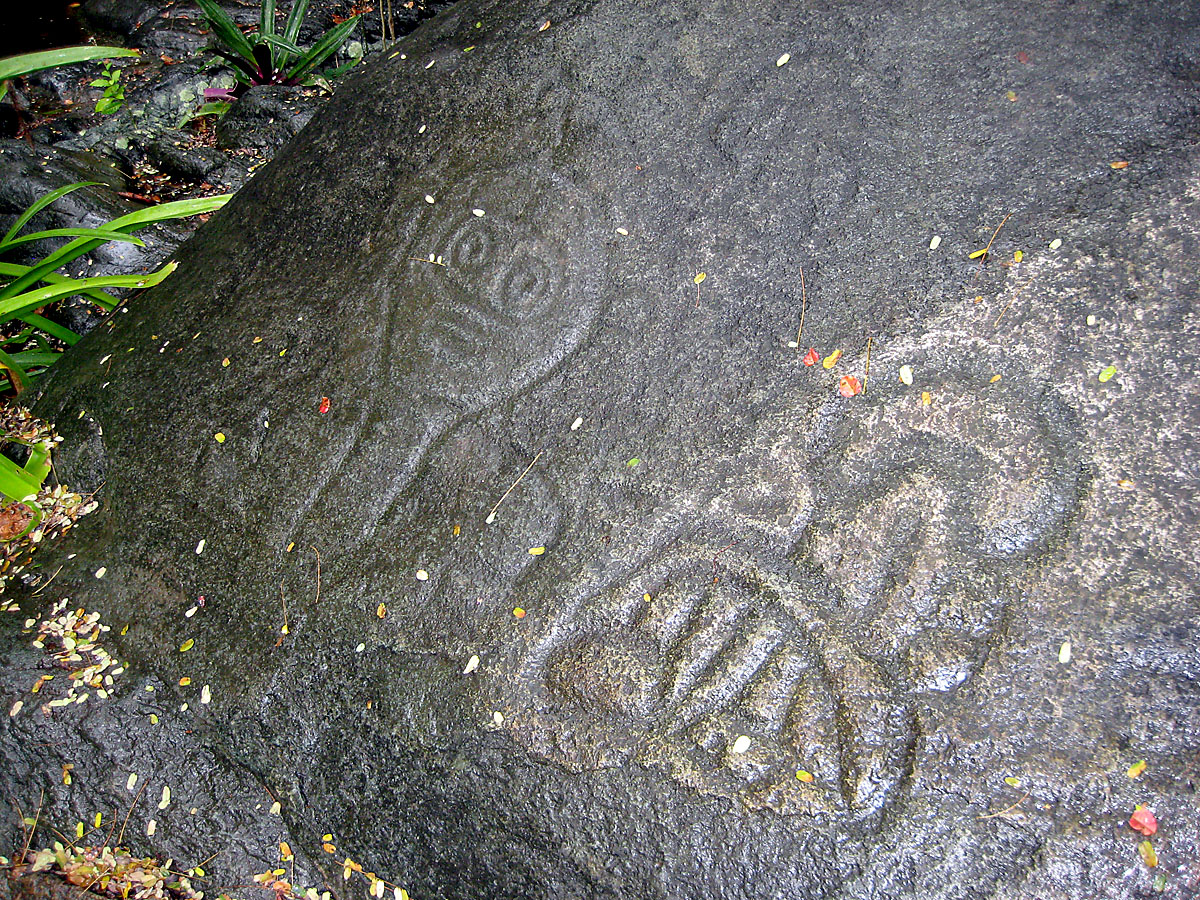
Hällristningarna på Reef Bay Trail.

Reef Bay Trail hällristningarna är en del av Taínohällristningarna, som finns i Virgin Islands National Park på ön Sankt Jan, som var en del av det tidigare Danska Västindien, och det nuvarande Amerikanska Jungfruöarna. Hällristningarna ligger i en del av parken som kallas för Reef Bay Trail.
Vissa av hällristningarna har huggits in i sten strax ovanför en liten damm, och man antar att de är symboler för "vatten". Det finns inget exakt sätt att bekräfta huruvida de faktiskt är ursprungliga Taínohällristningar, men den mest utbredda teorin är att de är från öns förcolumbianska invånare.
En ny hällristning upptäcktes 2011 efter att åtskilliga personer från en organisation vid namn "Friends of the Park" ("Parkens vänner") genomförde en undersökning av området. Samtidigt som detta skedde upptäcktes ett fotografi som visade en hällristning, som ingen kände till. Den nyupptäckta symbolen antas vara flera tusentals år gammal, och påminner istället mycket om keramiken från Saladoidkulturen.
Platsen för hällristningarna listades under Petroglyph Site i National Register of Historic Places den 7 juli 1982.